# Муртазеки
Муртазеки (араб. مرتزق‎, муртизакатун — «избранный», «наёмный воин») — воинское формирование Северо-Кавказского имамата, наёмные воины, составлявшие гвардию имамата. Организованы Шамилём как боевая единица, пограничные войска, в мирное время выполняли функции полиции, а также являлись личной охраной имама. Подразделялись на десятки, сотни и пятисотни. Каждая из этих частей имела своего начальника.

## Этимология
Муртазеки (муртизикатун) — в переводе с арабского «избранный, обеспеченный, наёмный воин». Кроме этой формы встречаются варианты «муртазикяты, муртазигаты, муртазигаторы». Муртазек может быть переведён как солдат, получающий свой паёк, в отличие от бойца ополчения, питающегося тем, что он захватил из дома. Муртазикаты — множественное число от Муртазек.

## История
Возникновение особой гвардии муртазеков до вступления Шамиля в должность имама в 1834 году свидетельствует показания Мухаммеда Тахира аль-Карахи, содержащиеся в его хрониках.
Точная дата появления муртазеков неизвестна. О том, что в период имамаства Гамзат-бека существовали отряды наёмных воинов-муртазеков и частью из них командовал Шамиль, свидетельствует первое упоминание о муртазеках. Уже в 1833 году, сообщает хронист, к Шамилю от Гамзат-бека пришёл посланец с приказанием, чтобы он с муртазеками той округи выступил против селения Мушули и сломил непокорность жителей. Отряды муртазеков существовали не только под непосредственным руководством самих имамов, но также и под руководством отдельных наибов.

## Предназначение
Целью создания муртазеков было иметь всегда готовые к бою отряды. За вычетом команды при Шамиле, прочие муртазеки рассылались по селениям и обществам как по тем, откуда были родом, так и по тем, в верности которых имам сомневался. Наблюдавшие за исполнением правил шариата, но постоянно готовые к действиям по первому требованию Шамиля, они несли там особую, кордонную или караульную, службу на границе с русскими, играя роль таможенной службы и пограничных войск. Муртазеки были освобождены от домашних работ и находились на содержании своих обществ их выбирали с каждых 10 дворов (семейств), по другим данным они содержались на средства тех аулов, куда он были разосланы. Каждые 10 дворов платили такому человеку по 10 рублей в год. Таким образом, в распоряжении Шамиля в любое время (1836 год) находилось около 1500 человек называемых муртазеками. В случае необходимости дополнительно, кроме муртазеков собирались особые партии и отряды.

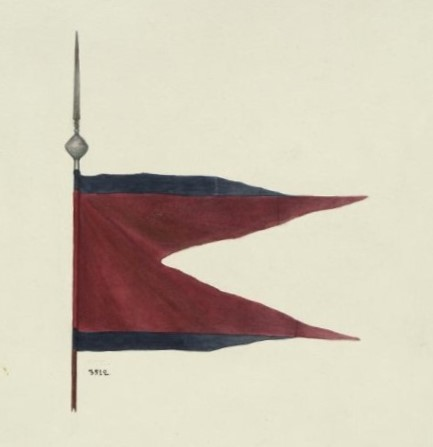
Знамя горцев Шамиля

Как пишет Н. Ф. Дубровин (по данным генерал-майора Д. В. Пассека), легче было иметь дело со скопищем в несколько тысяч вольного ополчения, хотя бы под предводительством самых храбрых горцев, нежели атаковать несколько сот мюридов, окружавших предводителя и по силам своим избравших позицию. Первая, искусно направленная и решительная, атака обращала в бегство толпы вольного ополчения. Наоборот, если приходилось иметь дело с одними мюридами, то каждый пункт надобно было брать после упорного боя, огонь неприятельский был при этом самый убийственный. Тогда горцы не стреляли в толпу, но всегда прицельно, наводя по несколько ружей на каждый проулок, на каждый угол, изворот, тропинку — откуда могли показаться наши солдаты.
Основная цель учреждения муртазеков состояла в обеспечении контроля над поддерживанием и распространением законов шариата среди горцев, в особенности в тех горских обществах, которые недавно подчинились власти Шамиля, либо если их религиозность и преданность вызывали сомнение. Вывод князя И. Д. Орбелиани о том, что охранная стража в мирное время следит за поведением сограждан, подтверждается и К. И. Прушановским. По его сведениям, охранная стража, представляла собой опричников и тайную полицию Шамиля.

## Организация
В организационном отношении муртазеки делились на десятки, сотни, и полутысячи, с начальником во главе. Муртазикаты не смешивались с временным ополчением, но всегда оставались в составе отдельных частей, под начальством своих наибов. Шамиль в начале 1843 года одел муртазеков в единую форму: жёлтые черкески и зелёные чалмы. Начальники имели чёрные черкесски.
Сбор муртазеков происходил или по распоряжению самого Шамиля или его наибов. В первом случае рассылались мюриды к наибам с приказанием собрать известное число муртазеков и явится с ними к определённому времени в назначенное место. Во втором случае каждый наиб собирал известное число муртазеков, как для обороны своего наибства, так и для набега. Для лучшего управления муртазеками во время боя, Шамиль разделил их по наибствам на отряды в 500 и 100 человек, приказав иметь наибам, пятисотенным и сотенным начальникам отличительные значки.
По сведениям, представленным полковником Фрейтагом, наиб иногда назначает одного общего начальника, для заведования муртазикатами, под именем мазуна, а иногда нескольких, избирая их не по храбрости, но по преданности мюридизму, так как на них возлагается и внутреннее управление аулами. По сведениям генерал-майора Клюки фон Клугенау, наиб сам начальствует над муртазикатами и избирает только сотенных командиров. Разность в этих объяснениях, возможно, произошла от того, что показанный полковником Фрейтагом порядок руководства над муртазикатами существует в Чечне, а последний в Дагестане.
При мазунах находились муртазеки, набираемые по одному из десяти семейств. На войне они составляли отборную конницу и действовали отдельно, под командой своего мазуна. В другое время муртазеки были тайной полицией.

Надпись на знамени гласит: «Среди ужасов битвы не слабей духом ни одной минуты. Будь твёрд перед опасностями, смерть не приходит раньше часа, назначенного волей Всевышнего»

По мнению военного историка Н. Ф. Дубровина, «В помощь наибам, исключительно только в одной Чечне было учреждено особое сословие муртазеков. Это были люди, посвятившие себя собственно караульной или кордонной службе и занимавшие караулы по всей границе немирной Чечни. В Дагестане сословия муртазеков не существовало вовсе».

## Численность
Численность муртазеков по данным русской разведки, на исходе зимы 1843 года, начиная от селений Асса до Суграталь составляла до 4 тысяч человек; в Чечне же их было более 1000 человек. По мнению А. П. Берже войско, составленное из муртазеков, простиралось по все Чечне до 3000 человек. Вообще, у чеченцев муртазеки и мюриды имелись, но там число их было не так велико, как в горах. Наиб мог сам созывать муртазеков как для обороны так и для набега.

## Экипировка
А. Юров писал:
Шамиль, желая иметь постоянно в готовности часть горцев, учредил муртазеков — как они назывались жителями Нагорного Дагестана. Шамиль желал обмундировать муртазеков. Для этого он распустил слух, что идёт навстречу турецкому султану, и приказал собрать с каждого дыма по одному рублю серебром и по три сабы хлеба или кукурузы, дабы дать муртазекам сшить себе костюмы наподобие чеченских.